# Mănăstirea Berislăvești
Mănăstirea Berislăvești este o mănăstire din România situată în comuna Berislăvești din județul Vâlcea.
Ansamblul monastic cuprinde: o incintă fortificată, case egumenești, un turn clopotniță și o biserică. În incinta fortificată, casele egumenești sunt amplasate pe latura de nord și au remarcabile pivnițe boltite. Pe latura vestică a ansamblului se găsește turnul clopotniță. 
Din anul 2018, la Manastirea Berislavesti se derulează un amplu proiect de restaurare a întregului edificiu monastic pe fonduri europene. 
Tot din 2018 s-a început construirea unui Corp Chilii pe la latura de sud. 
Ansamblul monastic Berislăvești a fost inclus pe Lista monumentelor istorice din județul Vâlcea din anul 2015, având codul de clasificare  VL-II-a-A-09665.